# Farges-lès-Mâcon
Farges-lès-Mâcon település Franciaországban, Saône-et-Loire megyében. Lakosainak száma 223 fő (2022. január 1.). Farges-lès-Mâcon Arbigny, Sermoyer, Plottes, Uchizy és Le Villars községekkel határos.

## Népesség
A település népességének változása:
| Lakosok száma | 218  | 216  | 222  | 219  | 221  | 220  | 220  | 222  | 223  |
|               | 2013 | 2015 | 2016 | 2017 | 2018 | 2019 | 2020 | 2021 | 2022 |